# Knut Lunde
Knut Lunde   (Asker, 22 de febrer de 1905 - Arendal, 31 de maig de 1960) va ser un esquiador de combinada nòrdica noruec que va competir durant les dècades de 1920 i 1930. En el seu palmarès destaca una medalla de bronze al Campionat del Món d'esquí nòrdic de 1930.